# فادي كوزماه
فادي كوزماه (مواليد 13 مايو 1983) هو سبّاح سوري، مثّل بلاده في الألعاب الأولمبية الصيفية 2000.

## روابط خارجية
فادي كوزماه على موقع الاتحاد الدولي للسباحة (الإنجليزية)
- فادي كوزماه على موقع أوليمبيديا (الإنجليزية)